# López (cognome)

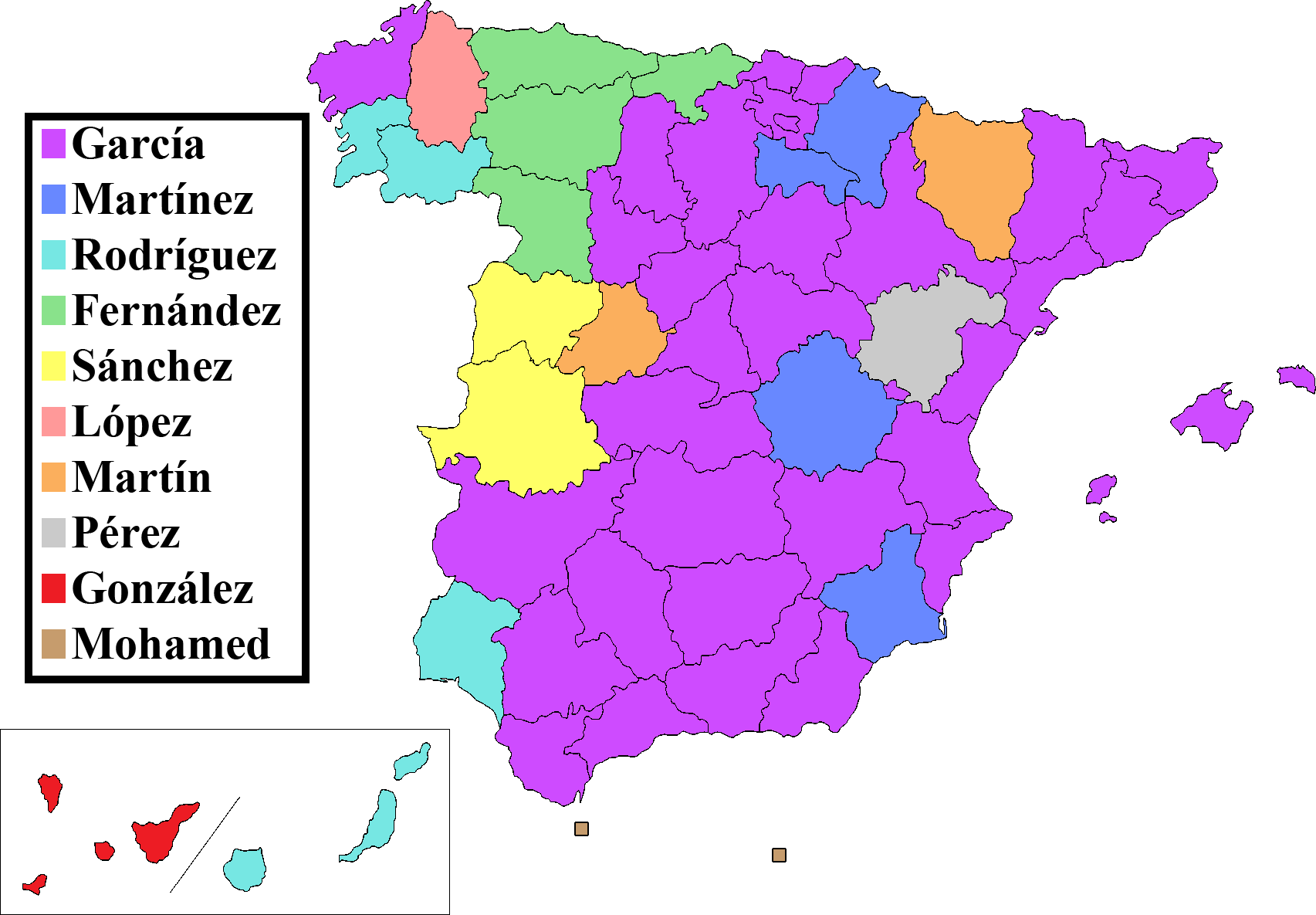
Mappa dei cognomi più diffusi per ogni provincia della Spagna; López è il più attestato nella provincia di Lugo

López (spesso anche Lopez, non accentato) è un diffuso cognome ispano-americano originario della vecchia Castiglia.
Etimologicamente, López era in origine un patronimico con il significato di "figlio di Lope"; Lope è un antico nome di battesimo spagnolo, un tempo piuttosto comune, assimilabile all'italiano Lupo (che significa per l'appunto "lupo").
La variante portoghese del cognome è Lopes.
Il cognome mostra una forte diffusione anche in Italia (soprattutto in Puglia, Calabria, Lazio e Lombardia), presumibilmente in virtù della lunga dominazione ispanica che ha caratterizzato l'Italia meridionale e - nel caso della Lombardia - dell'immigrazione interna.

## Persone
- Jennifer Lopez, cantante e attrice statunitense
- Matías López, pallanuotista portoricano
- Pedro López, medico spagnolo